# با تيبارو تيريتو أريكي
با تيبارو تيريتو أريكي السيدة ديفيس (14 آب 1923 - 3 شباط 1990) كانت تحمل لقب "با أريكي"، وهو أحد ألقاب الزعامة التقليدية لقبيلة تاكيتومو في جزيرة راروتونغابجزر كوك، وذلك منذ عام 1924 وحتى وفاتها في عام 1990.
كانت من بين مؤلفي النشيد الوطني لجزر كوك بعنوان "الله هو الحقيقة". وقد شغلت منصب رئيسة مجلس الزعماء المعروف باسم "بيت أريكي" من عام 1980 حتى عام 1990.

## حياتها
وُلِدت با تيبارو تيريتو كطفلة وحيدة في 14 آب 1923، وتوفي والدها بعد ولادتها بأربعة أشهر. تزوجت والدتها لاحقًا، لكنها نشأت وتلقت تعليمها على يد عمها الأكبر، ماكيا نوي تينيراو تيريموانا أريكي، زعيم عشيرة ماكيا نوي، وزوجته توتيني.
تم تنصيبها "با أريكي" عام 1924 وهي بعمر سنة واحدة، وكان ذلك جزئيًا بفضل دعم توبي شورت، أحد أفراد عائلة كاينوكو أريكي. كانت الشخص السابع والأربعين الذي حمل هذا اللقب.
في عام 1934، التحقت تيريتو بمدرسة في نيوزيلندا، وهي كلية هوكاريري للبنات في مدينة نابير. عادت إلى جزر كوك في منتصف الأربعينات لتؤدي دورها كزعيمة تقليدية. عملت بداية كسكرتيرة في الحكومة، ثم التحقت بالعمل في شركة خاصة.

## التحول إلى الديانة البهائية
في خمسينات القرن العشرين، اعتنقت با تيريتو الديانة البهائية، لتكون بذلك أول زعيمة تقليدية غير مسيحية في جزر كوك. وقد أثار هذا القرار استياء بعض أبناء قبيلة تاكيتومو. قالت في إحدى المقابلات: "قال لي أحد القساوسة: يا با أريكي، عليكِ أن تفعلي شيئًا بشأن كونك بهائية، لأن شعبكِ غاضبٌ منكِ. ثم عقد شعبي اجتماعًا وقالوا: آنسة، أسلافكِ قبلوا الإنجيل وكل ما جاء معه. فأجبتهم: نعم، كانت لديهم أسبابهم، ولي أسبابي. ماذا تريدون مني؟ أن أتخلى عنه؟ إنْ طلبتم مني التخلي عن البهائية أو عن اللقب، فسأختار التخلي عن اللقب ومغادرة البلاد. نظروا إليّ لأنهم، يا سيدتي، كانوا يعلمون أنني جادّة."كما عارضت ابنة عمها، ماكيا نوي تابومانوانوا تيريموانا أريكي، هذا القرار، وقالت لها: "لا يعجبني أنكِ بهائية، فهذا يخالف تقاليد عائلتنا." وقد وعدتها تيريتو بأنها لن تدعو أحدًا إلى دينها، كما وافقت على حضور الصلاة المسيحية أيام الأحد في كنيسة جزر كوك في نغاتانجيا.

## الحياة العائلية
تزوجت با تيريتو من جورج تاماروا آني ريما بيروكس في عام 1946. أنجبا تسعة أطفال: ثلاثة أولاد هم تيريكي-أوبوكو-أو-تي-تيني-تيني (سوني)، وهيرونوي ماواتا رابو مالكولم، وجورج ميريديث آني أكاتاويرا، وست بنات هن: ماري ريما ديزيريه، ماهينارانجي مارغريت، بامبي تيتيانوي أو با بايورو، إيزابيل، كايرانجي إليزابيث، وميموري تيريكي توتيني ميموري تياو مانيا. في عام 1977، حصلت على ميدالية اليوبيل الفضي للملكة إليزابيث الثانية.
وبعد طلاقها، تزوجت في عام 1979 من توم ديفيس، رئيس وزراء جزر كوك آنذاك، في حفل بهائي. وبصفتها زعيمة تقليدية، رفضت أن تُلقب بـ"السيدة الأولى"، وقالت: "لا أمانع أن أُدعى ملكة، لكنني أرفض لقب السيدة الأولى. لم أكن بحاجة إلى الزواج من سياسي لأصبح سيدة أولى، لقد وُلدت كذلك!".
كانت علاقتها بزوجها توم ديفيس متوترة أحيانًا. فقد عارضت قراراته السياسية مرارًا. ففي آذار 1986، انتقدت علنًا خطط افتتاح منتجع سياحي في موري على أرض تعود للقبيلة. ويبدو أن النقاش بين الزوجين تطور إلى خلاف عنيف، وهو ما تناقلته الشائعات المحلية، وأكّدته بعض الصحف في جزر كوك ونيوزيلندا. استغل السياسي جيوفري هنري الموقف ليطالب ديفيس بالاستقالة، متذرعًا بما وصفه بـ"عنف منزلي". اختفى ديفيس لعدة أيام، وقيل رسميًا إنه تعرض لإصابة عرضية، حيث جُرح في الأذن والصدر والفخذ، ما زاد من انتشار الشائعات. وعلّق أحد الجيران ساخرًا: "لو كانت الجرح في فخذه أطول بنصف بوصة، لكان السير توماس مغني سوبرانو في كنيسة نغاتانجيا." نفت با تيريتو لاحقًا هذه الروايات، وقالت إن زوجها جُرح أثناء النوم بعد استدارته على سكين صيد. وقد تم التخلي لاحقًا عن مشروع الفندق.

## وفاتها
توفيت با تيريتو فجأة في 3 شباط 1990 على متن طائرة كانت متجهة إلى نيوزيلندا لحضور فعاليات يوم وايتانغي، الذي يحيي ذكرى توقيع معاهدة وايتانغي. أعلنت جزر كوك الحداد الرسمي لمدة يومين. حضر جنازتها الرسمية آلاف المشيعين، ودُفنت وفقًا للطقوس البهائية. خلفتها في الزعامة ابنتها الكبرى، التي حملت اسم با تيبارو تيريتو أبوتوكيني ماري أريكي.

## ملحوظات
1. ↑  Sometimes referred to as Pa Tepaeru-a-Tupe
2. ↑  Levine, Stephen (2016). Pacific Ways: Government and Politics in the Pacific Islands (بالإنجليزية) (2nd ed.). Victoria University Press. ISBN:978-1-77656-026-4.
3. 1 2 3  Kernahan 1995، صفحة 89.
4. ↑  Kernahan 1995، صفحة 82.
5. ↑  Kernahan 1995، صفحة 90.
6. ↑  Kernahan 1995، صفحة 92.
7. ↑  Son of Jean Dominique Peyroux, a French Navy sailor who settled in Rarotonga in the early 20th century
8. ↑  Taylor، Alister؛ Coddington، Deborah (1994). "Recipients of the Queen's Silver Jubilee Medal 1977: nominal roll of New Zealand recipients including Cook Islands, Niue and Tokelau". Honoured by the Queen – New Zealand. Auckland: New Zealand Who's Who Aotearoa. ص. 431. ISBN:0-908578-34-2.
9. ↑  Kernahan 1995، صفحة 83.
10. ↑  Kernahan 1995، صفحة 197.
11. 1 2  Haag، John (2002). "Davis, Pa Tepaeru Ariki (1923–1990)". في Commire، Anne (المحرر). Women in World History: A Biographical Encyclopedia. Waterford, Connecticut: Yorkin Publications. ISBN:0-7876-4074-3. مؤرشف من الأصل في 2020-12-01. اطلع عليه بتاريخ 2017-05-05.
12. ↑  "It seems that Pa Terito appointed in 1924, was brought in to the status through the actions of Tupe Short." In re Pa Ariki (2004) CKHC 3; Application 286.2004; 2 July 2004, paragraph 20